# Hans Rothe (Schriftsteller)
Hans Ludwig Rothe (* 14. August 1894 in Meißen; † 31. Dezember 1977 in Florenz) war ein deutsch-amerikanischer Schriftsteller und Dramaturg sowie Übersetzer aller Dramen William Shakespeares ins Deutsche.

## Leben
Hans Rothe war der Sohn der Edith Gericke und des Karl Rothe, Oberjustizrat und Oberbürgermeister von Leipzig, er hatte drei Schwestern, darunter Edith Rothe. Rothe war ab 1936 mit Irmgard Falch verheiratet, sie hatten den Sohn Andreas, der später als Restaurator am Getty-Museum beschäftigt war.
Rothe besuchte die humanistische Thomasschule, also ohne Englisch, und studierte Philologie in Edinburgh, München, Leipzig und Berlin.
Rothe war als Student in Edinburgh mit den Werken William Shakespeares in Berührung gekommen, als er eine Macbeth-Aufführung in der Originalsprache sah. Daraufhin begann er 1916 am 300. Todestag von William Shakespeare damit, dessen Dramen „in ein modernes, spielbares Deutsch“ zu übersetzen – eine Arbeit, die er erst an seinem Lebensende abschloss.
Rothe wurde Soldat im Ersten Weltkrieg. Mit Unterbrechungen besuchte er ab 1912 eine Schauspielschule und arbeitete ab 1921 als Dramaturg und Regisseur am Leipziger Schauspielhaus. Von 1926 bis 1930 war er Dramaturg bei Max Reinhardt am Deutschen Theater in Berlin und wurde dann Chefdramaturg beim Filmunternehmen UFA. Rothe schrieb in dieser Zeit für Zeitungen wie Das Tage-Buch, Die Weltbühne, Die literarische Welt, Der Querschnitt, die Vossische Zeitung und das Berliner Tageblatt.
Nach der Machtübergabe an die Nationalsozialisten wurde Rothe Mitglied der Reichsschrifttumskammer. Ab 1934 verschärfte sich die Auseinandersetzung um seine Shakespeare-Übersetzungen, die an deutschen Bühnen den Vorzug vor den einhundert Jahre alten Schlegel-Tieckschen Übersetzungen erhalten hatten. Die Intrige aus der Deutschen Shakespeare-Gesellschaft wurde 1936 von Propagandaminister Joseph Goebbels zugunsten der althergebrachten, als nordisch-arisch verstandenen Version entschieden, die Rotheschen Fassungen wurden verboten. Aber auch später noch, als sie wieder gespielt wurden, empfingen sie sowohl Kritik, sogar Protest, als auch Lob. Rothes Hörspiel Verwehte Spuren aus dem Jahr 1935 wurde in Rothes Theaterfassung unter dem Titel Die Ausländerin im Oktober 1937 im Leipziger Schauspielhaus sehr erfolgreich erstaufgeführt und gelangte bei der UFA unter Veit Harlan 1938 zur Verfilmung.
Rothe verließ Deutschland 1936 über Italien nach Frankreich und nach Kriegsausbruch nach Spanien, wo er von 1940 bis 1947 arbeitete. Rothe schrieb im Exil, auch unter Pseudonym, für Emigrantenzeitschriften wie Das Neue Tage-Buch und die Pariser Tageszeitung. In Madrid lebte er mit Unterstützung der Religious Society of Friends und produzierte auch Theater. Ab 1944 wickelte er im Auftrag der Alliierten Kontrollkommission die deutschen Kulturinstitute und deutschen Schulen in Spanien ab. 1944 wurde er vom Deutschen Reich ausgebürgert und wurde staatenlos, 1952 erhielt er die US-amerikanische Staatsbürgerschaft, nachdem er 1947 in die USA emigriert war. In den USA hatte er 1947/48 eine Professur für Theater an der University of North Carolina at Chapel Hill und von 1949 bis 1953 an der University of Miami. Er machte Vortragsreisen durch die USA.
Seit 1954 lebte er in Florenz und arbeitete als Hörspielautor für deutsche Rundfunksender. Sein Sohn überführte seine Asche nach Stratford-upon-Avon.

## Werke (Auswahl)
- Keiner für alle. Komödie in 3 Akten. P. List, Leipzig 1928.
- Der brennende Stall. Komödie in 4 Akten. P. List, Leipzig 1928.
- Der Kampf um Shakespeare. Ein Bericht. P. List, Leipzig 1936.
- Die Ausländerin. Schauspiel in 4 Akten. Bühnenmanuskript. Franckh, Stuttgart 1937.
- Neue Seite. Geschrieben nach elfjähriger Emigration. Nest, Lauf bei Nürnberg 1947.
- Beweise das Gegenteil. Roman. List, Leipzig/München 1949.
- Ankunft bei Nacht. Roman. List, München 1949.
- Shakespeare als Provokation. Sein Leben und sein Werk, sein Theater und seine Welt, seine Freunde und seine Feinde. Langen/Müller, München 1961.
- Madrid schweigt. Roman. Langen-Müller, München 1975.

## Verfilmungen
- 1938: Verwehte Spuren – Regie: Veit Harlan
- 1949: Llegada de noche (Ankunft bei Nacht) – Regie: José Antonio Nieves Conde
- 1956: William Shakespeare: Zwei Herren aus Verona (Fernsehfilm) – Regie: Ernst Markwardt, Hans Schalla  (Adaption)
- 1957: Jean Giraudoux: Impromptu de Paris (Fernsehfilm) – Regie: Michael Kehlmann, Fritz Rémond junior (Übersetzung)
- 1963: William Shakespeare: Antonius und Cleopatra (Fernsehfilm) – Regie: Rainer Wolffhardt (Übersetzung)
- 1964: Novela (Fernsehserie); Folge: Llegada de noche (Ankunft bei Nacht) – Regie: Pedro Amalio López
- 1964: William Shakespeare: Zwei Herren aus Verona (Fernsehfilm) – Regie: Hans Dieter Schwarze (Übersetzung)
- 1964: Jean Giraudoux: Elektra (Fernsehfilm) – Regie: Oswald Döpke (Übersetzung)
- 1964: William Shakespeare: Zweierlei Maß (Fernsehfilm) – Regie: Paul Verhoeven (Übersetzung)
- 1965: William Shakespeare, Titus Maccius Plautus: Komödie der Irrungen (Fernsehfilm) – Regie: Hans Dieter Schwarze (Übersetzung)
- 1965: Ankunft bei Nacht (Fernsehfilm) – Regie: Karl Peter Biltz
- 1965: Honoré de Balzac: Unser liebes Fräulein Grandet (Fernsehfilm) – Regie: Günther Fleckenstein (Bearbeitung)
- 1965: William Shakespeare: Ein Wintermärchen (Fernsehfilm) – Regie: Gerhard Klingenberg (Übersetzung)
- 1969: William Shakespeare: Troilus und Cressida (Fernsehfilm) – Regie: Hans Quest (Übersetzung)
- 1972: Die Vitrine (Fernsehfilm) – Regie: Karlheinz Bieber
- 1973: William Shakespeare: Liebe leidet mit Lust (Fernsehfilm) – Regie: Oswald Döpke (Neufassung des Stückes)

## Hörspiele

### Autor
- 1936: Verwehte Spuren – Regie: Gerd Fricke
- 1947: Zwischenfall im Royal – Regie: Gottfried Lange
- 1948: Ankunft bei Nacht – Regie: Fritz Benscher
- 1950: Verwehte Spuren (Ankunft bei Nacht) – Regie: Karl Peter Biltz
- 1951: Das große Netz. Ein Spiel aus dem Zeitalter der Königin Elisabeth von England – Regie: Gert Westphal
- 1952: Verwehte Spuren – Regie: Gerd Fricke (auch Bearbeitung)
- 1952: Wann spricht Herz? (auch Regie)
- 1952: Nebeneinander (in loser Anlehnung an das gleichnamige Volksstück von Georg Kaiser) – Regie: Wilhelm Semmelroth
- 1953: Der Stärkere – Regie: Ludwig Cremer
- 1953: Bisamrücken nach Büroschluß. Lustspiel für den Rundfunk – Regie: Paul Land
- 1954: Zwischen Erde und Himmel – Regie: Cläre Schimmel
- 1955: Verwehte Spuren – Regie: Heinz-Günter Stamm
- 1956: Zwischen Erde und Himmel – Regie: Heinz-Günter Stamm
- 1956: Der Traum des Glücks (auch Regie)
- 1957: Die Kuh auf dem Kühler. Märchen aus der amerikanischen Wirklichkeit (auch Regie)
- 1957: Vater Mignon – Regie: Friedhelm Ortmann
- 1958: Verwehte Spuren. Hörspiel nach einer wahren Begebenheit – Regie: Gustav Burmester
- 1960: Der Reigenprozeß – oder: Die Kunst, Anstoß zu nehmen. Den Akten entnommene Hörfolge – Regie: Fritz Schröder-Jahn
- 1963: Bisamrücken nach Büroschluß – Regie: Wolfgang Spier
- 1963: Zwischen Himmel und Erde – Regie: Alfred Erich Sistig
- 1963: Wann spricht Herz (auch Regie)
- 1965: Die Vitrine – Regie: Gert Westphal
- 1966: Bei Stimming am Wannsee (Hörspiel über die letzten 24 Stunden vor dem Selbstmord von Heinrich von Kleist und Henriette Vogel) – Regie: Hans Bernd Müller
- 1978: Besondere Kennzeichen: Kurzsichtig. Hörspiel um Georg Büchner – Regie: Ulrich Lauterbach

### Übersetzung, Hörspielbearbeitung und/oder Regie
- 1950: Honoré de Balzac: Eugénie Grandet – Regie: Armas Sten Fühler (Bearbeitung)
- 1951: William Shakespeare: König Richard II. – Regie: Gert Westphal (Übersetzung)
- 1951: Georg Kaiser: Nebeneinander (Bearbeitung und Regie)
- 1953: Georg Kaiser: Nebeneinander – Regie: Walter Knaus (Bearbeitung)
- 1955: William Shakespeare: Die Ballade vom Prinzen Arthur (Übersetzung, Bearbeitung und Regie)
- 1956: Jean Giraudoux: L’Impromptu de Paris (Übersetzung, Bearbeitung und Regie)
- 1958: William Shakespeare: Coriolan (Übersetzung, Bearbeitung und Regie)
- 1961: William Shakespeare: Troilus und Cressida – Regie: Friedhelm Ortmann (Übersetzung und Bearbeitung)
- 1962: Jean Giraudoux: Undine – Regie: Robert Bichler (Übersetzung)
- 1966: William Shakespeare: Coriolanus – Bearbeitung und Regie: Werner Hausmann (Übersetzung)

### Hörspiel über Hans Rothe
Im Jahre 1994 produzierten die Sendeanstalten Sender Freies Berlin und Deutschlandradio unter dem Titel Shakespeares Geselle ein ca. 73-minütiges Hörspiel über den Schriftsteller von Karl Karst, der auch die Regie führte. Die Rolle Rothes sprach Jürgen Hentsch.